# Julius Petersen (Politiker, 1880)
Hans Peter Julius Petersen (* 11. Juni 1880 in Ujarasussuk; † unbekannt) war ein grönländischer Landesrat.

## Leben
Julius Petersen war der Sohn von Pavia Peter Jakob Mikkel und seiner Frau Augusta Frogsine Mariane. Bei seiner Geburt hieß er noch Jakobsen, aber bald bildete der zweite Vorname seines Vaters den Familiennamen. Über seine Schwester war der Schwager des Landesrats Karl Olsvig.
Julius Petersen war Jäger in Ikamiut, wo er bis 1923 bis 1927 auch für eine Legislaturperiode im nordgrönländischen Landesrat saß.